# Staphylus (geslacht)
Staphylus is een geslacht van vlinders van de familie dikkopjes (Hesperiidae), uit de onderfamilie Pyrginae.

## Soorten
- S. ascalon (Staudinger, 1876)
- S. astra (Williams & Bell, 1940)
- S. aurocapilla (Staudinger, 1876)
- S. azteca (Scudder, 1872)
- S. balsa (Bell, 1937)
- S. bifasciata Hayward, 1933
- S. buena (Williams & Bell, 1940)
- S. caribbea (Williams & Bell, 1940)
- S. ceos (Edwards, 1882)
- S. coecatus (Mabille, 1891)
- S. cordillerae (Lindsey, 1925)
- S. chlora Evans, 1953
- S. chlorocephala (Latreille, 1824)
- S. epicaste Mabille, 1878
- S. eryx Evans, 1953
- S. esmeraldus Miller, 1966
- S. evemerus Godman & Salvin, 1896
- S. fasciatus Hayward, 1933
- S. huigra (Williams & Bell, 1940)
- S. incanus Bell, 1932
- S. incisus (Mabille, 1878)
- S. inornata (Bell, 1937)
- S. lizeri (Hayward, 1938)
- S. mazans (Reakirt, 1866)
- S. melaina (Hayward, 1947)
- S. menuda (Weeks, 1902)

- S. minor Schaus, 1902
- S. mossi Evans, 1953
- S. musculus (Burmeister, 1875)
- S. oeta (Plötz, 1884)
- S. perna Evans, 1953
- S. putumayo (Bell, 1937)
- S. saxos Evans, 1953
- S. semitincta (Dyar, 1924)
- S. shola Evans, 1953
- S. tepeca (Bell, 1942)
- S. veytius Freeman, 1969
- S. vincula (Plötz, 1886)
- S. vulgata (Möschler, 1873)
- S. zuritus Freeman, 1969